# キララちゃん
まちづくり活性化バス「キララちゃん」は、茨城県土浦市において特定非営利活動法人「まちづくり活性化土浦」が実施している路線定期運行の乗合コミュニティバス・タクシー。2005年3月1日から約2年間の予定で運行開始、その後2007年4月1日より本格運行に移行した。

## 概要
古くからの商業都市である土浦の地域商業活性化を目的とし、中心市街地内の回遊性を想定して運行している。乗合タクシー路線と小型バスによる路線がある。運行開始後も中心部商業の衰退傾向は変わらず、周辺部の住宅地と駅の間で利用している旅客が多いため、本格運行に際し需要に合わせてバスとタクシーの車両を入れ替えた。
商業活性化の目的は1997年の一時期に土浦商工会議所が実施していた「無料買い物バス」（中型バス）と共通する。「無料買い物バス」は、当初の予想の倍の利用があったものの「集客に結びつかなかった」との意見も出ていた。
バスの外装に描かれているキャラクターは、土浦キララまつりのイメージキャラクターとして誕生した「キララちゃん」。活性化バスのキャラクターにも採用され、2009年にはゆるキャラとして着ぐるみが作られている。
受託事業者は関東鉄道。以前はAコースは土浦地区タクシー協同組合が受託していた。2007年4月 - 9月の乗車人数は71,343人（市のまとめによる）。

### 運賃
全コースとも、均一運賃となっている。
- 普通旅客運賃：150円（小学生は80円。障がい者・介助者・未就学児は無料）

現金（日本円）、地域通貨キララ又は専用回数券による支払いのみ。
2015年9月23日までは、運賃100円（小学生は50円。未就学児は無料）であった。

#### 乗車券類
- 「キララちゃん」専用一日乗車券（中学生以上：300円、小学生：150円）
車内購入
- 「キララちゃん」専用回数券（150円券：22枚綴り3,000円など）
車内にて乗務員から購入

関東鉄道の路線バス回数乗車券では利用できない。

#### 地域通貨キララ
キララちゃんを乗車して地元協賛店舗で一定額以上買い物をすると地域通貨「キララ」がもらえる商業活性化策がある。キララちゃん車内で発行される「当日乗車証明券」を持って、協賛店舗などにて1回1,000円以上の買い物をすれば、100キララ（単位）が配布される。100キララは「キララちゃん」1回分の運賃に充当できる。また地域通貨「キララ」を100キララ×10枚1組：1,000円でNPO法人まちづくり活性化バス土浦事務局（土浦商工会議所）にて購入することもできる。地域通貨「キララ」には有効期限がある。

## 現行路線

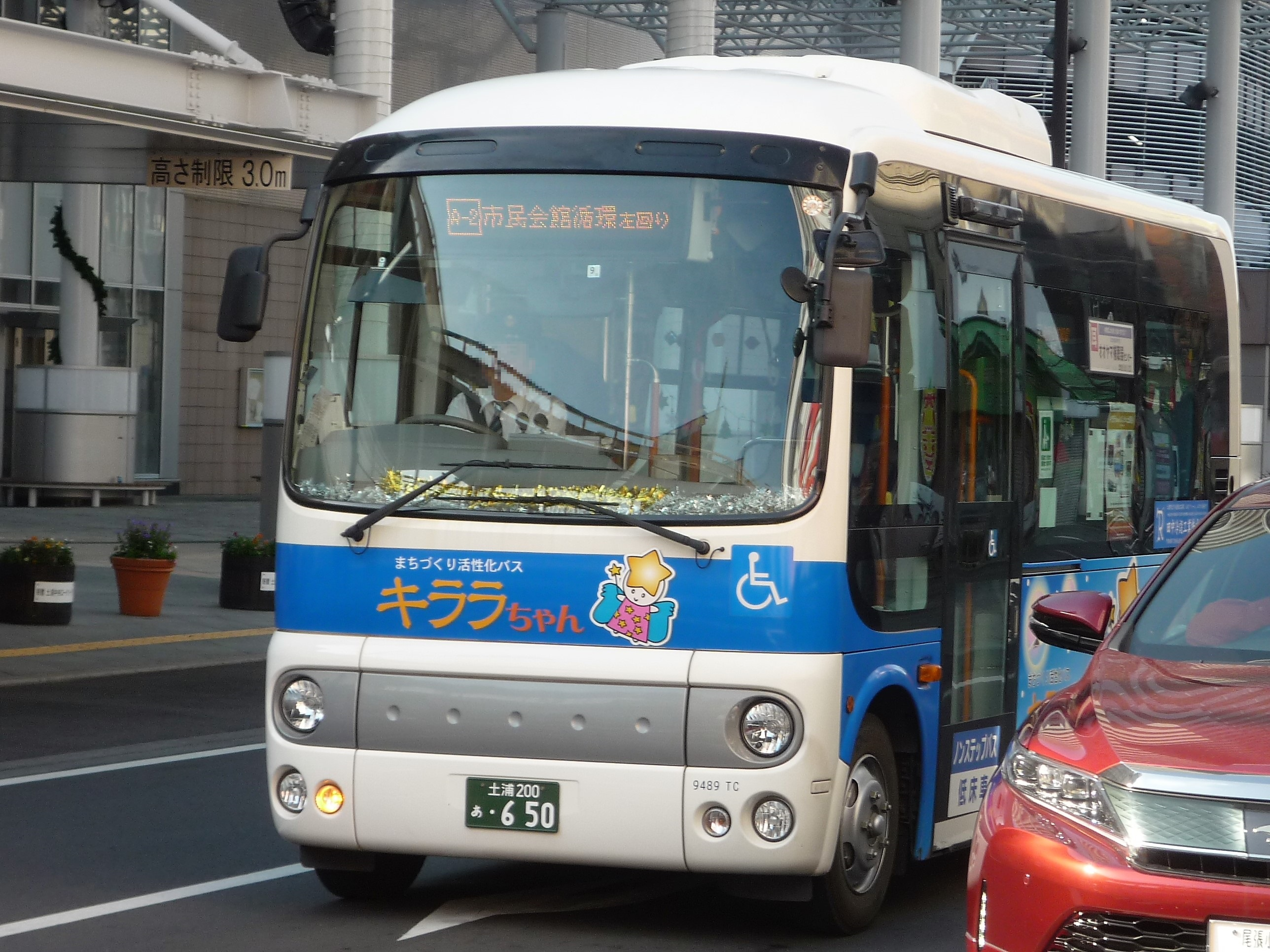
Aコースで使用される関東鉄道所属車

ここでは主要停留所のみ掲載する。系統別に記載する。なお全停留所については外部リンクの節を参照のこと。太字のバス停はパーク&バスライド用の無料駐車場が併設されている。

### Aコース 市民会館循環
土浦市街と隣接する真鍋地区南部を循環する中心部周辺型路線。沿線の病院、市民会館付近は一般路線バス（関鉄観光バス、関東鉄道）便の方が多い。本格運行でバスからタクシーに交替し、霞ヶ浦循環に代わり土浦港方面も循環するようになるとともに、土浦地区タクシー協同組合に運行委託した。2018年現在は小型バスにより運行している。
- [A-1 右回り] 土浦駅西口 → 商工会議所→ → 真鍋一丁目 → クラフトシビックホール → ピアタウン → りんりんポート土浦入口 → 土浦駅東口 → 港町中央 → 土浦駅西口
- [A-2 左回り] 土浦駅西口 → 港町中央 → 土浦駅東口 → りんりんポート土浦入口 → ピアタウン → クラフトシビックホール → 商工会議所 → 土浦駅西口

### Bコース 亀城公園循環
土浦市街と隣接する高津地区北部を循環する。沿線は中心部又は中心部に近いところであるが、住宅も多い地域を含んでいる。沿線の病院は関東鉄道の一般路線バス便の方が多い。試験運行当時から利用が多く、一貫して関東鉄道（土浦営業所）に委託する小型バスによる運行系統である。霞ヶ浦医療センターからは同市荒川沖周辺運行のコミュニティバス『つちまるバス』にも接続している。
- [B-1 右回り] 土浦駅西口 → 霞ヶ浦医療センター → 生田町東 → 土浦一中 → 亀城公園前 → まちかど蔵 → 土浦駅西口
- [B-2 左回り] 土浦駅西口 → 裁判所前 → 亀城公園前 → 土浦一中 → 生田町東 → 霞ヶ浦医療センター → 土浦駅西口

### Cコース 霞ヶ浦循環
土浦市街と南方郊外の新興住宅地および国民宿舎（2011年より宿泊施設は休業中）がある霞ヶ浦総合公園を循環する。大岩田団地をはじめ新興住宅街と行楽地を経由することから試験運行当時より利用が多く、タクシー1台ではさばききれないため2台運行となったこともあったが、本格運行に際し市民会館循環と入れ替える形で小型バスに移行した。一般路線バスと競合しないか利便性の高い地区が多い。関東鉄道（土浦営業所）に運行委託する。
- [C-1 右回り] 土浦駅西口 → コープつちうら → 霞浦（かほ）の湯（旧・国民宿舎水郷） → 水郷体育館 → 大岩田団地入口 → 富士崎町 → 土浦駅西口
- [C-2 左回り] 土浦駅西口 → 富士崎町 → 大岩田団地入口 → 水郷体育館 → 霞浦の湯 → 桜町一丁目 → 土浦駅西口

## 車両

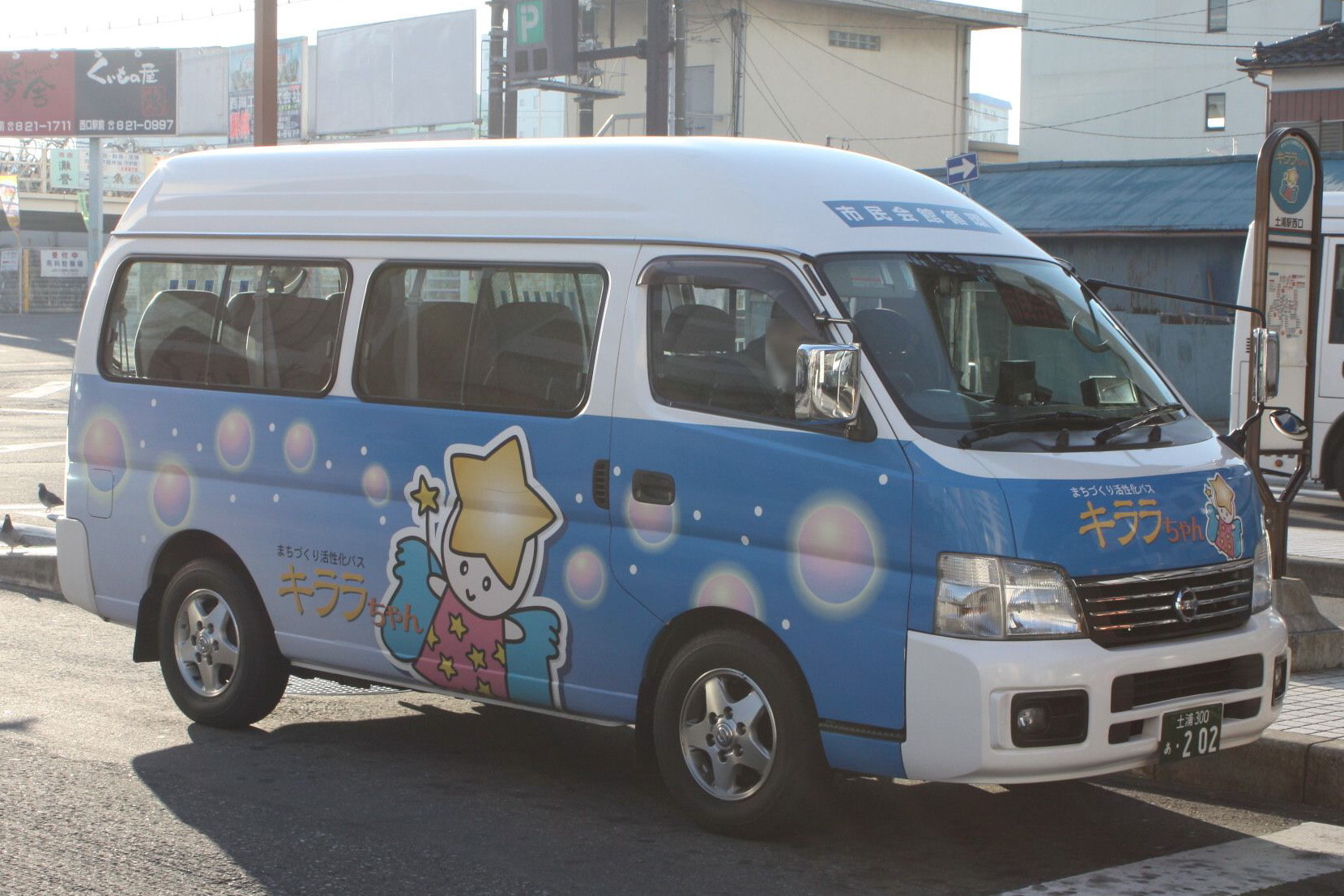
Aコースで使用されていた車両
日産・キャラバン

2005年の運行開始当初から、小型路線バスについては長らく三菱ふそう・エアロミディMEのみであったが、後年の増車時に日野・ポンチョが導入されている。
日野・ポンチョについては2019年現在は2両運行されているが、関東鉄道の自社発注車として導入された2DG-HX系（2167TC）と中古車として導入した車両（9489TC）と1両ずつ別形式となってるため、車両統一が一般的なコミュニティバスの車両として非効率な状況にある。
- 三菱ふそう・エアロミディME、日野・ポンチョ（小型路線バス）
- 日産・キャラバン（タクシー。ワゴン車）：かつてAコースで使用されていた